# Dragomir Sakow
Dragomir Waleriew Sakow (auch Dragomir Valeriev Zakov geschrieben, bulgarisch Драгомир Валериев Заков; * 24. Juli 1975 in Sofia, Volksrepublik Bulgarien) ist ein bulgarischer Diplomat, Offizier und war Verteidigungsminister in der Regierung Petkow (im Amt vom Dezember 2021 bis August 2022).

## Leben
Dragomir Sakow wurde 1975 in der bulgarischen Hauptstadt Sofia geboren. Er schloss das 9. französische Sprachgymnasium „Alphonse de Lamartine“ ab, bevor er 1998 den Bachelor in Internationalen Wirtschaftsbeziehungen und 1999 den Master in International Business an der Sofioter Universität für National- und Weltwirtschaft erlangte.
2001 wurde er für seinen Einsatz und seine logistische Unterstützung an der Operation Joint Guardian im Kosovo von der United States Army ausgezeichnet.
Von März 2002 bis Februar 2004 war Sakow bulgarischer Militärattaché am NATO-Hauptquartier und Sekretär bei der ständigen Delegation Bulgariens bei der NATO. Ab 2008 war er zweiter Sekretär in der Direktion des Außenministeriums, zuständig für Politik und Sicherheit in der Organisation für Sicherheit und Zusammenarbeit in Europa (OSZE). 2009 nahm er am Programm für Advanced Security Studies des George C. Marshall Centres in Garmisch-Partenkirchen teil. Von 2011 bis 2014 war Sakow erster Sekretär der bulgarischen Delegation bei den Vereinten Nationen. In den folgenden zwei Jahren war er Berater und Leiter verschiedener Abteilungen des Außenministeriums und spezialisierte sich am Europäischen Sicherheits- und Verteidigungskolleg. Im August 2016 kehrte er als Berater zum NATO-Hauptquartier zurück. Im Februar 2017 trat er erneut sein Amt im Außenministerium im Rang eines bevollmächtigten Ministers an.
Zwischen März 2019 und März 2022 war Dragomir Sakow Botschafter Bulgariens bei der NATO. Als der bulgarische Verteidigungsminister Stefan Janew sich hartnäckig weigerte, den Russischen Überfall auf die Ukraine 2022 als Krieg zu bezeichnen und am 28. Februar 2022 entlassen wurde, wurde Sakow ab 1. März 2022 bei der 47. Nationalversammlung zum Verteidigungsminister vereidigt.

## Sonstiges
Sakow ist parteilos und spricht neben seiner Muttersprache Bulgarisch auch Französisch, Englisch und Russisch. Er ist verheiratet und hat zwei Kinder.

## Kabinette
- Regierung Petkow